# Mariengymnasium Essen-Werden
Das Mariengymnasium Essen-Werden ist ein katholisches Gymnasium im Essener Stadtteil Werden. Der Schulträger ist das Bistum Essen.

## Geschichte
Als Marienschule wurde es 1858 durch Pastor Cöllmann als katholische höhere Töchterschule gegründet. Die Trägerschaft übernahm die Ordensgemeinschaft der Töchter vom Heiligen Kreuz.
Durch die Nationalsozialisten wurde die Marienschule zum Ende des Schuljahres 1937/38 geschlossen, sie konnte den Schulbetrieb im Oktober 1945 aber wieder aufnehmen. 1993 wurde aus der Ordensschule eine Bistumsschule: das Bistum Essen übernahm die Trägerschaft und 2007 konnte ein neues Schulgebäude an der Brückstraße in Werden bezogen werden. Aus der Marienschule wurde das Mariengymnasium. Seit Sommer 2010 nimmt das Mariengymnasium auch Jungen auf. Mädchen und Jungen werden dabei nach dem Konzept der parallelen Monoedukation getrennt unterrichtet.

## Architektur und Gebäude
Das Mariengymnasium bezog im Januar 2007 einen Schulneubau, der von dem Architekturbüro Hahn Helten und Assoziierte, Aachen entworfen wurde. Das Gebäude gewann den Schulbaupreis des Landes NRW 2008 und den Architekturpreis der Stadt Essen 2010.

## Pädagogische Arbeit, Ausstattung und Angebote
Am Mariengymnasium werden Englisch, Latein und Französisch sowie Italienisch als Fremdsprachen unterrichtet. Es besteht die Möglichkeit, die DELF-Prüfung sowie das Cambridge-Certificate abzulegen. Im Wahlpflichtbereich der Sekundarstufe 1 werden neben der dritten Fremdsprache Informatik, Politik und Wirtschaft sowie Erziehungswissenschaften angeboten. Die Schule verfügt über je zwei Fachräume für die Fächer Biologie, Chemie, Informatik, Kunst, Musik und Physik sowie eine Dreifachsporthalle. Des Weiteren ist ein Selbstlernzentrum mit PC-Arbeitsplätzen und Schulbücherei sowie ein „Raum der Stille“ zur Meditation oder Entspannung und ein Co-Working Space für die Oberstufe vorhanden. In diesem Raum hängt eine verkleinerte Holzkopie aus dem Jahr 1927 des  Werdener Kreuzes, dessen Original in der Schatzkammer Werden in der Nähe besichtigt werden kann.
Die pädagogische Arbeit wird durch einen Schulseelsorger und eine Schulpsychologin unterstützt. Eine Übermittags- und Nachmittagsbetreuung wird durch den SKFM geleistet. Für das Schuljahr 2023/2024 ist die Schule als Bündelungsgymnasium ausgewiesen.

## Öffentlichkeitsarbeit
Das Mariengymnasium wird bei seiner Arbeit durch den Förderverein unterstützt. Es findet ein regelmäßiger Austausch mit Schulen in Frankreich (St. Tropez), Italien (Brescia, Istituto Veronica Gambara) und Polen (Chorcow, Lyzeum) statt. Am Mariengymnasium gibt es zwei caritative Schulprojekte. So werden die Kindertagesstätte SERPAF in Sete Lagoas, Brasilien und das Kinderpalliativnetzwerk Essen in ihrer Arbeit finanziell unterstützt. Zum 150. Schuljubiläum erschien eine Festschrift. Jährlich findet am dritten Samstag im Januar ein Treffen der ehemaligen Schülerinnen statt, das auch von ehemaligen Lehrerinnen und Lehrern besucht wird.